# 赤野工作
赤野 工作（あかの こうさく）は、日本のSF作家。ゲームレビュアー。ゲームコレクター。

## 経歴・人物

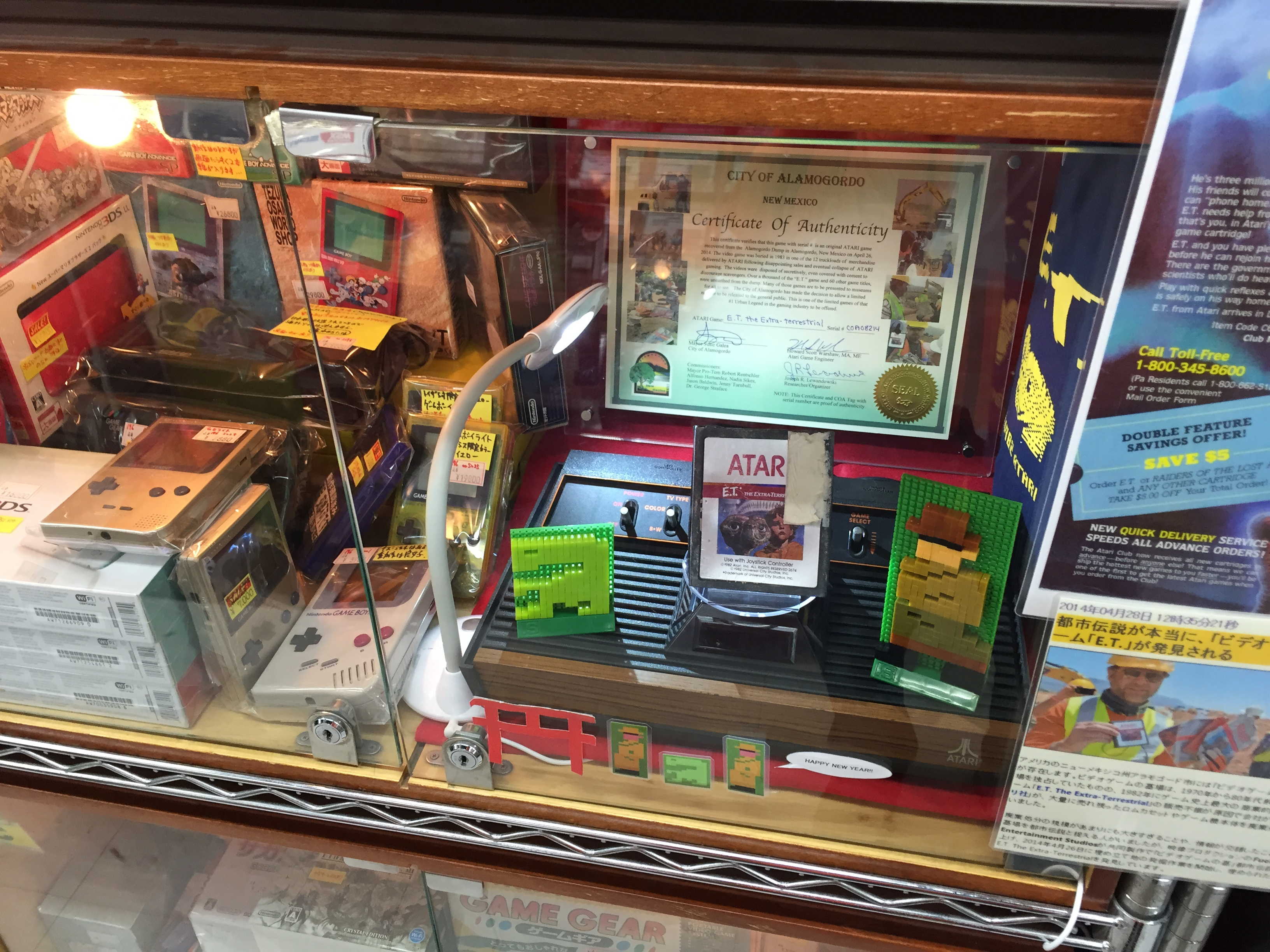
「ビデオゲームの墓場」から2014年に発掘され、赤野工作が大枚払って入手した、Atari VCS版『E.T.』（2015年1月）。赤野が日本橋のゲームショップ「ゲーム探偵団」に持ち込み、しばらく展示されていた。生ゴミのにおいがするという

「クソゲー」のことを（「クソゲー」は存在しないとの立場から）「低評価ゲーム」と呼び、「低評価ゲーム」の収集とレビューを趣味としている。ニコニコ動画でも「低評価ゲーム」を再評価するためのレビューなどを投稿していた。これに関しては、幼い頃に父親にメガドライブと共に与えられた『ああ播磨灘』をとても楽しんでいたが、ゲーム雑誌のレビューでそのゲームが酷評されていたのを知った事が活動の発端となっているという。
2015年、ビデオゲームの墓場から発掘された伝説の低評価ゲーム『E.T.』を入手した日本人として話題となり、電撃オンラインなどの日本のゲームサイトで取り上げられる。その後、プロのゲームライターとして活動するようになる。
国内ネット上では「模範的工作員同志」の名前で活動していたが、中国の伝説の低評価ゲーム『血獅』に数十万の賞金を懸けて探している日本人として中国本土でも話題となり、2017年に中国のゲームサイト「触乐」のゲームライターとして「日本模范工作员同志的中国游戏大冒险」名義で大陸デビューした（ちなみに「同志」は中国語で「同性愛」の意味があるが、ペンネームはそのままだった）。
ゲーマーが高じ、小説サイト「カクヨム」に2115年まで生き延びた赤野工作が過去の低評価ゲーム（執筆時点から見れば未来に登場したという設定の架空のゲーム）をレビューするサイトを開設したというコンセプトのSF小説作品「The video game with no name」を投稿していたが、それが改稿のうえ書籍化し、2017年にプロの作家としてデビューに至った。

## 作品リスト

### 単行本
- 『ザ・ビデオ・ゲーム・ウィズ・ノーネーム』（イラスト:石黒正数、KADOKAWA、2017年6月）
カクヨムで投稿されたのは全26話＋αだが単行本に収録されたのはストーリー上の区切りとなる第21話までで、終盤の話は単行本未収録。
- 『遊戯と臨界 赤野工作ゲームSF傑作選』（東京創元社 創元日本SF叢書、2025年3月）
  - 収録作品：「それはそれ、これはこれ」 / 「お前のこったからどうせそんなこったろうと思ったよ」 / 「「癪に障る」とはよく言ったもので」 / 「邪魔にもならない」 / 「全国高校eスポーツ連合謝罪会見全文」 / 「ミコトの拳」 / 「ラジオアクティブ・ウィズ・ヤクザ」 / 「これを呪いと呼ぶのなら」 / 「本音と、建前と、あとはご自由に」 / 「〝たかが〟とはなんだ〝たかが〟とは」 / 「曰く」

#### 共著
- 『ゲーマーが本気で薦めるインディーゲーム200選』（編:まさん、共著:ソーシキ博士・洋ナシ・ロッズ、星海社新書、2021年12月）

### 雑誌等への寄稿

#### 小説
- 「契約の成立」 - 『ユリイカ』2018年2月号（青土社、2018年1月）
- 「邪魔にもならない」 - 『S-Fマガジン』2018年4月号（早川書房、 2018年2月）
- 「能里先々代の記録」 - 『レイジングループ完全読本』（ホビージャパン、2018年3月）
- 「お前のこったからどうせそんなこったろうと思ったよ」 - 『NOVA 2019年春号』（河出文庫、2018年12月）
- 「2115年 パチモン最前線」 - 『ゲームラボ』令和元年春の特別号（三才ブックス、2019年5月）
- 「"面倒なセガファン"としてのお前の意見か?」 - 『ゲームラボ』年末年始2020（三才ブックス、2019年12月）
- 「今はまだ、何も知らないままでいよう」 - 『ゲームラボ 2020春夏』（三才ブックス、2020年6月）
- 「悪いゲームのあくどい臭いと正しいゲームの正しき香り」 - 『ゲームラボ』年末年始2021（三才ブックス、2020年12月）
- 「呪いも方便ってことでどうか一つ」 - 『ゲームラボ』2021春夏（三才ブックス、2021年6月）
- 「二度目の侵略」 - 『ゲームラボ』年末年始2022（三才ブックス、2021年12月）
- 「〝たかが〟とはなんだ〝たかが〟とは」 - 『紙魚の手帖』vol.16 2024 APRIL（東京創元社、2024年4月）
- 「これを呪いと呼ぶのなら」 - 『紙魚の手帖』vol.18 2024 AUGUST（東京創元社、2024年8月）

#### 記事・レポート
- 「“パクリ大国”なんて言ってる場合じゃない！ 独自のゲームも飛び出し世界戦略が着々と進む、日本人が知らない中国ゲーム産業のリアル」- 『電ファミニコゲーマー』、2017年8月21日
- 「移ろいゆく上海ゲームショップレポート──入店まで何ヶ月もかかる店、最新ゲームを貸し出す店、子どもたちに夢を見せる店」 - 『電ファミニコゲーマー』、2018年1月5日
- 「実写版『アイドルマスター』を3周した男の告白、私たちは既に「アイマスKR」の登場人物だったのです──過酷なアイドル・サバイバルの裏で崩壊する“第四の壁”」- 『電ファミニコゲーマー』、2018年1月11日
- 「2018年のわたし」 - 『SFが読みたい! 2018年版』（S‐Fマガジン編集部、早川書房、2018年2月）
- 「読者に薦めるゲームガイド2018[4]」 - 『S-Fマガジン』2018年6月号（早川書房、 2018年4月）
- 「「VRChat」でVR呑みをする男が語る、仮想世界の日常──VRバーに行き、VRボーリング、VR雀荘、VRカラオケで遊び、VR温泉に浸かる」- 『電ファミニコゲーマー』、2018年8月23日
- 「2019年のわたし」 - 『SFが読みたい! 2019年版』（S‐Fマガジン編集部、早川書房、2019年2月）
- 「Switch/PS4『Dusk Diver 酉閃町』グルメ42品攻略記。台湾・西門町を舞台としたゲームは、実際の食文化をどれほど再現しているのか？」- 『AUTOMATON』、2019年10月24日

### ゲーム
- グノーシア（協力）

### ボイスドラマ
- 名前のないゲーム（脚本、STUDIO koemee、2022年1月）